# Іупут
Іупут (д/н — бл. 924 до н. е.) — давньоєгипетський політичний діяч, верховний жрець Амона у Фівах у 944—924 роках до н. е.

## Життєпис
Походив з XXII-ї династії. Син фараона Шешонка I й Карами I. Про місце і дату народження немає відомостей. Також існують суперечності щодо дати вступу на посаду Верховного жерця Амона.
За однією з гіпотез це відбулося у 944 році до н. е., напередодні припинення XXI-ї династії. Якщо це відповідає дійсності то є теорія про тотожність фараона Псусеннеса II з володарем Верхнього Єгипту Псусеннесом III.
За іншою — після сходження на трон Шешонка I близько 939—938 років до н. е. той рушив на Фіви, які без опору здалися. І саме тоді фараон Шешонк I усунув від влади Псусеннеса III, що був верховним жерцем Амона в Фівах, поставивши на цю посаду Іупута.
Для зміцнення ваги нової династії у Верхньому Єгипті Іупуту були надані додаткові титули — командувача військом у південних землях і частини Верхнього Єгипту. Це відповідало традиції, що зберегалася з часів фараона Рамсеса XI.
Про діяльність Іупута відомо замало, що можливо пов'язано з невеликим терміном обіймання посади, особливо враховуючу другу версію, за якою він став намісником у 939 році до н. е. В Абідосі він побудував кенотаф, в Карнаці його образ вигравірувано разом із зображенням його батька Шешонка I на стінах «Бубастіського порталу», де вони разом поклоняються богу Амону-Ра.
У 924 році до н. е. він помер, або просто був замінений на свого небожа Шешонка.

## Родина
Дружина — ім'я невідоме
Діти:
- Несіхонсупахеред, дружина Джедхонсуіуфанха, Четвертого пророка Амона